# 三坑真君殿
三坑真君殿，位于中华人民共和国浙江省绍兴市新昌县巧英乡，是浙江省省级文物保护单位之一。
2017年1月19日，三坑真君殿被列入第七批浙江省文物保护单位，该文物保护单位是一座古建筑。